# Операция «Кобра»
Операция «Кобра» (англ. Operation Cobra) — военная операция войск союзников с целью прорыва немецкого фронта и переноса боевых действий за нормандский плацдарм, захваченный во время Нормандской операции и последующих затяжных боев. Операция привела к большому успеху союзнических войск: они нанесли невосполнимые потери немецким войскам, создав Фалезский котёл, а немцы лишились сильных позиций в северо-западной Франции. Была спланирована американским генералом Омаром Брэдли.

## Военно-оперативная ситуация
Осуществив высадку на побережье Франции в районе Нормандии, союзническое командование сумело захватить плацдарм и разместить там значительное количество войск и техники. Однако немецкое командование сумело создать прочный фронт по периметру плацдарма и воспрепятствовать его расширению, умело используя имеющиеся средства и свойства местности. Особенно продвижению союзнических войск мешали «бокажи», много лет назад посаженные французскими крестьянами. Эти насыпи и живые изгороди за сотни лет превратились в непреодолимые препятствия даже для танков и умело использовались немцами для сдерживания продвижения противника. В этой ситуации перед союзным командованием встала проблема выхода за рамки плацдарма.

## Описание

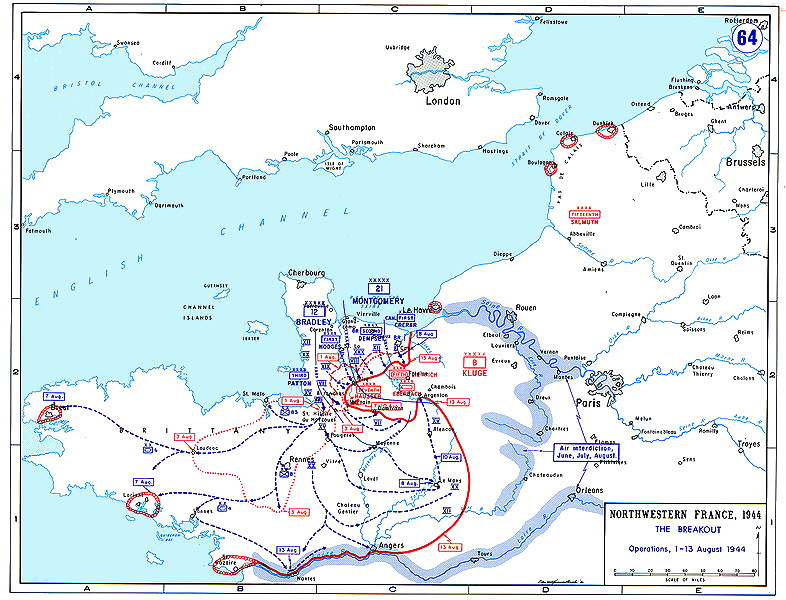
Карта, показывающая прорыв союзников с плацдарма в Нормандии.

12 июля 1944 года генерал Брэдли разработал план операции «Кобра» и представил его вышестоящему командованию.

### Начало и развитие операции
Плацдармом для сосредоточения американских войск перед прорывом стали окрестности города Сен-Ло, который они освободили 23 июля после ожесточенных боев. Прорыв должен был быть осуществлен к югу от Сен-Ло войсками 7-го корпуса 1-й американской армии, при поддержке 8-го корпуса. Для прорыва немецкой обороны американцы использовали поддержку тяжелых стратегических бомбардировщиков, и массированные артиллерийские обстрелы — более 1000 американских орудий дивизионной и корпусной артиллерии обрушили на противника более 140 тысяч снарядов. Немецкие позиции 25 июля подверглись «ковровой» бомбардировке самолётами «B-17 Flying Fortress» и «B-24 Liberator» на фронте шириной 7000 ярдов (6400 м). Далее начали действовать истребители-бомбардировщики.
При этом в результате неудовлетворительного планирования действий союзной бомбардировочной авиации от «дружественного огня» погибли 111 и были ранены 490 американских солдат. Но потери немцев оказались намного тяжелее: передовые позиции немецких войск возле Сен-Ло оказались практически полностью уничтожены бомбардировкой. Образовалась брешь во фронте, которую немцы не успели закрыть, и через неё 25 июля американские войска, используя своё превосходство в авиации, совершили прорыв в южном направлении в районе города Авранша.
Для прорыва немецкой обороны Брэдли глубоко эшелонировал свои войска: в первом эшелоне наступали три пехотные дивизии, а во втором эшелоне успех развивали две бронетанковые дивизии и пехотная дивизия, посаженная на автомашины. Второй эшелон был введён в бой утром второго дня операции, завершил прорыв второй полосы немецкой обороны и устремился в её глубину. Темпы наступления бронетанковых дивизий оказались очень высоки — от 50 до 60 километров в день, а в отдельные дни и до 75 километров.

### Развитие успеха
Здесь союзникам уже так не мешали бокажи, как это было в прибрежных районах Нормандии, и они могли использовать своё превосходство в мобильности на этой открытой местности. В наступлении на таком узком участке фронта американцы задействовали более 2000 единиц бронетехники (1269 средних танков, 694 легких танка и 288 противотанковых САУ), что привело к быстрому прорыву из Нормандии на полуостров Бретань и в регион Страна Луары.
1 августа была сформирована 12-я группа армий союзников под командованием генерала Омара Брэдли, в её состав вошли 1-я и 3-я американские армии. 3-я американская армия генерала Паттона совершила прорыв и за две недели освободила полуостров Бретань, окружила немецкие гарнизоны в портах Брест, Лориан и Сен-Назер. 3-я армия вышла к реке Луара, достигнув города Анжер, захватила мост через Луару, а затем направилась на восток, где достигла города Аржантан, и атаковала позиции немецкой группы армий «Б» с тыла, то есть с южной стороны, в то время как с севера на неё наступали англо-канадские войска, а с запада — 1-я американская армия.

### Попытки немецких контратак

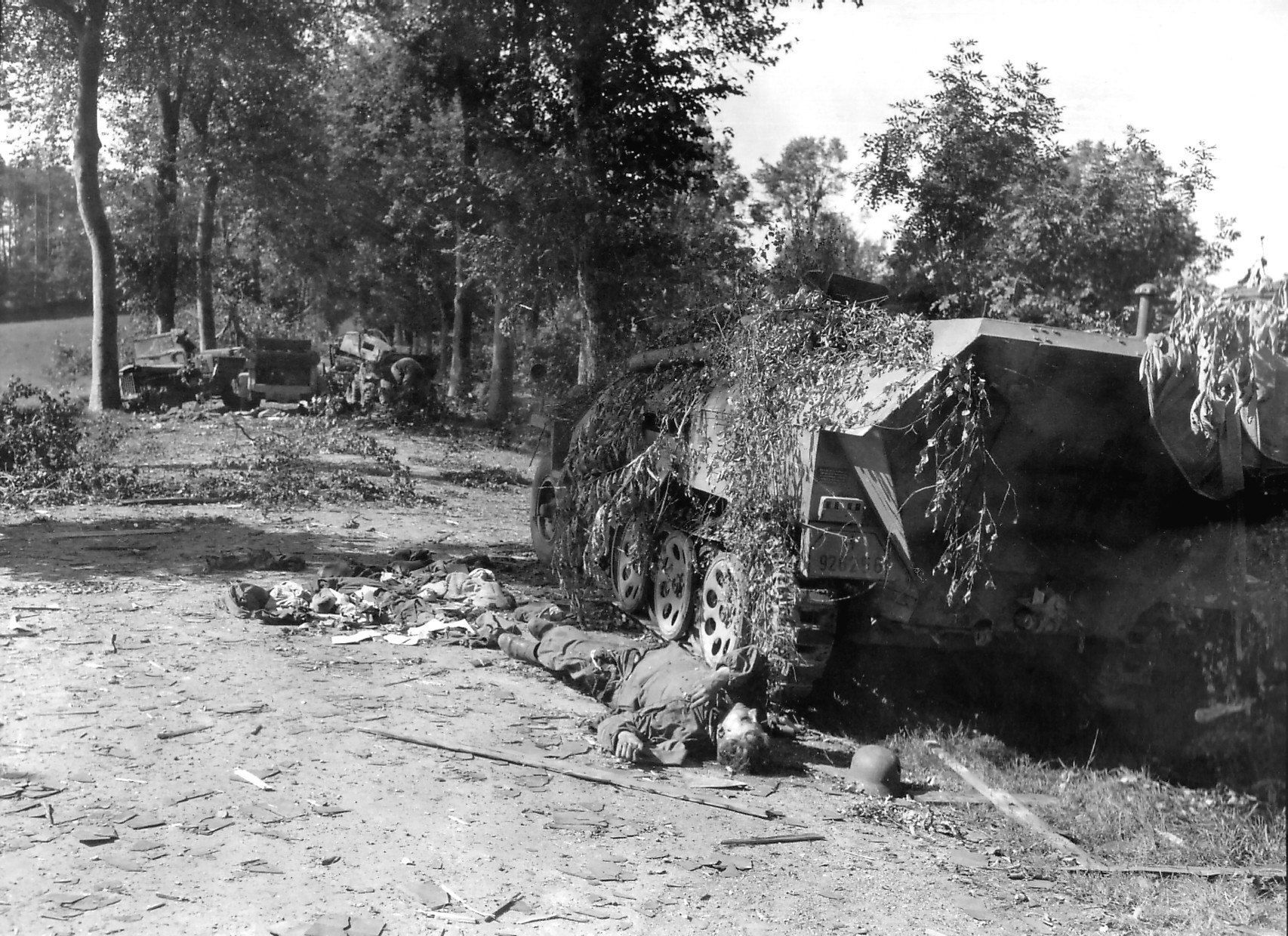
Немецкая бронеколонна, уничтоженная во время операции «Люттих»

Так как немецкий фронт был прорван, Гитлер вопреки мнению верховного главнокомандующего на западе генерал-фельдмаршал Гюнтера фон Клюге, настаивавшего на планомерном отступлении к германской границе, отдал приказ, согласно которому пробитую противником брешь в районе Авранша надлежало закрыть контрударом. Он считал возможным, отрезав прорвавшуюся 3-ю американскую армию, восстановить таким образом линию фронта. Одновременно в приказе Гитлера особо подчеркивалось, что ни при каких обстоятельствах нельзя допустить, чтобы противник вышел на оперативный простор. Исполняя этот приказ, немцы предприняли решительную, но безуспешную контратаку в западном направлении (операция «Льеж» — нем."Lüttich"), с целью перерезать линии снабжения 3-й американской армии у Авранша. Однако атака американских войск с юга поставила самих немцев (7-ю и 5-ю танковую армии) под реальную угрозу окружения. В результате произошло именно то, чего так опасалось командование вермахта: немецкий фронт рухнул, что привело к созданию Фалезского котла. 21 августа выход из котла был закрыт окончательно, внутри него оказалось примерно 50 000 немецких солдат.

## Последствия
Операция «Кобра» привела к тяжелейшему поражению немецких войск в Нормандии. Хотя значительной части германских войск удалось выбраться из окружения, их потери в живой силе и технике оказались невосполнимы: за время битвы за Нормандию было уничтожено более сорока́ немецких дивизий, потеряны 450 000 человек, из которых 240 000 были ранены или убиты. Союзники потеряли 209 672 солдат и офицеров, 36 976 из которых погибли. Лишившись большого количества солдат и офицеров, а также потеряв огромное количество техники, немцы были вынуждены начать почти непрерывное отступление к германской границе. 25 августа союзники освободили Париж, а 30 августа последние немецкие части отступили через Сену. Тем самым операция «Оверлорд», частью которой являлась операция «Кобра», была успешно завершена.